# 산소포화도
산소 포화도(酸素飽和度, oxygen saturation)란 혈액의 헤모글로빈이 얼마나 산소로 포화되었는지에 대한 비율이다. 맥박산소측정(Pulse oximetry)법으로 측정한다.

## 같이 보기
- 포화 산소량(oxygen saturation)
- 저산소증
- 산소 치료